# نوا پاکا
نوا پاکا (به لاتین: Nová Paka) یک شهرستان در جمهوری چک است که در استان (Jičín) واقع شده است.
این شهر قدیمی، روستایی در سرزمینی تاریخی بوهم در اروپای مرکزی بود که به صورت یک پادشاهی در قلمرو امپراتوری روم اداره می‌شد.

## پیشینه
به این شهر اولین بار در سال ۱۳۵۷ میلادی با توجه به انتصاب قائم مقام جدید و راه اندازی کلیسای سنت نیکلاس اشاره شده است. در طول این زمان شهر ولادا پاکا (پاکا جوان) نامیده می‌شد.
در سال ۱۵۶۳، بخش بزرگی از شهر با آتش نابود شد و در سال ۱۵۸۶ طاعون حدود نیمی از شهروندان را کشت و در ۱۶۲۵ بر اثر یک طاعون دیگر ۴۵۰ نفر درگذشتند. در ۱۶۴۳ در طول جنگ سی ساله، شهر توسط ارتش سوئد غارت شد و در ۱۶۶۶ چند ساختمان در میدان شهر بر اثر آتش نابود شده است. صومعه‌ای کوچک در نیمه دوم قرن ۱۷ تأسیس شد ولی پس از اصلاحات مذهبی یوزف دوم، امپراتور مقدس روم، صومعه بسته شد.

## اماکن و آثار مهم
- صومعه ساخته شده در ۱۷۰۹–۱۷۳۲، از جمله کلیسا که چشم شهر است.
- کلیسای سنت نیکلاس که اولین در سال ۱۳۵۷ نامبرده شد و در سال ۱۸۷۲ بازسازی شده است.
- ستون تثلیث مریم مقدس از ۱۷۱۶
- چشمه در میدان اصلی از ۱۸۱۴
- کلیسای چوبی کاتولیک یونانی که در سال ۱۹۳۰ از کارپات روتنیا منتقل شد.
- آبجوسازی نوا پاکا